# 鳳鳴 (同治進士)
鳳鳴（1840年—1900年），字竹冈，富察氏，恪僖公费雅斯哈七世孙，满洲正黄旗人，清朝官员，进士出身。
凤鸣是同治壬戌科举人，十三年甲戌科二甲进士, 然后授翰林院编修。于光绪十六年年由内阁学士升理藩院左侍郎, 十九年又年工部左侍郎，正蓝旗蒙古副都统等职。
凤鸣档案显示他是正黄旗满州第一参领第十六佐领书润佐领下人，该世管佐领最初由其八世祖本科理管理（本科理和镶黄旗沙济富察氏即乾隆富察皇后祖上同族），后由本科理子嗣敦拜、濟席哈、费雅思哈等世袭管理，家族先后一等子一等男爵，曾非常显赫，如有富察素丹、富察貝和諾等。凤鸣父瑞成、族堂伯成明，从堂兄弟凤冈、凤纪。其侄孙祥楙在晚清陆军贵胄学堂记载为祥楙是满洲书润佐领下人，曾祖成明世袭一等男爵头等侍卫 祖凤纪世袭一等男爵原任殺虎副将 本生祖凤冈世袭骑都尉加雲骑尉兼恩骑尉原任山东城守营参将 父连兴世袭一等男爵兼公中佐领 本生父文海世袭骑都尉加雲骑尉兼恩骑尉二等侍卫。此支佐领下人其它姓氏的清末高官者有宁古塔副都统容山（那拉氏）、昌陵總管文山（伊尔根觉罗氏）。